# NGC 6377
NGC 6377 é uma galáxia espiral (Sbc) localizada na direcção da constelação de Draco. Possui uma declinação de +58° 49' 22" e uma ascensão recta de 17 horas, 25 minutos e 23,0 segundos.
A galáxia NGC 6377 foi descoberta em 1 de Setembro de 1886 por Lewis A. Swift.